# موتور نور محمد خانزهي
موتور نور محمد خانزهي (بالإنجليزية: Mowtowr-e Nur Mohammad Khanzehi)‏ هي منطقة سكنية تقع في سيستان وبلوتشستان في إيران. يقدر عدد سكانها بـ 272 نسمة بحسب إحصاء 2016.